# نیروی هوایی سپاه پاسداران انقلاب اسلامی
نیروی هوایی سپاه پاسداران انقلاب اسلامی از نیروهای زیرمجموعه سپاه پاسداران انقلاب اسلامی بود، که کار خود را در اواخر سال ۱۳۶۴ به فرماندهی موسی رفان، با چند فروند هواپیما در فرودگاه مهرآباد آغاز کرد. در سال ۱۳۸۸ در پی تشکیل بخش فضایی (برای شروع فعالیت‌های موشکی) در سپاه، نیروی هوایی سپاه پاسداران با این بخش ادغام گردید و نیروی هوافضای سپاه پاسداران انقلاب اسلامی تشکیل شد.

## جانشین های فرمانده
| ر.  | تصویر          | جانشین فرمانده                          | آغاز تصدی | پایان تصدی | طول دوران | منبع |
| --- | -------------- | --------------------------------------- | --------- | ---------- | --------- | ---- |
| ۱   | حسین دهقان     | سرتیپ پاسدار حسین دهقان (زادهٔ ۱۳۳۵)     | ۱۳۶۵      | ۱۳۶۹       | ۳–۴ سال   | –    |
| ۲   | محسن انصاری    | سرتیپ پاسدار محسن انصاری (زادهٔ ؟)       | ۱۳۶۹      | ۱۳۷۰       | ۰–۱ سال   | –    |
| ۲   | امیر حیات‌مقدم  | سرتیپ پاسدار امیر حیات‌مقدم (زادهٔ ۱۳۴۲)  | ۱۳۷۰      | ۱۳۷۶       | ۵–۶ سال   | –    |
| ۴   | علی عبداللهی   | سرتیپ پاسدار علی عبداللهی (زادهٔ ۱۳۳۸)   | ۱۳۷۶      | ۱۳۸۰       | ۳–۴ سال   | –    |
| (۳) | امیر حیات‌مقدم  | سرتیپ پاسدار امیر حیات‌مقدم (زادهٔ ۱۳۴۲)  | ۱۳۸۰      | ۱۳۸۴       | ۳–۴ سال   | –    |
| ۵   | حسن طهرانی‌مقدم | سرتیپ پاسدار حسن طهرانی‌مقدم (۱۳۹۰–۱۳۳۸) | ۱۳۸۴      | ۱۳۸۵       | ۰–۱ سال   | –    |